# Bussy-sur-Moudon
Bussy-sur-Moudon – miejscowość i gmina (commune) w zachodniej Szwajcarii, w kantonie Vaud, w okręgu (district) Broye-Vully.  

## Demografia
W Bussy-sur-Moudon mieszka 237 osób. W 2021 roku 13,1% populacji gminy stanowiły osoby urodzone poza Szwajcarią. 